# フラッシュバック (アダルトビデオ)
フラッシュバックとはジャパンホームビデオのアダルトビデオシリーズ。

## 概要
通常のモザイクの代わりに強力な照明を当てるという演出がされている。

## 作品
- フラッシュバック（1987/10/05）冴島奈緒
- フラッシュバック2（1987/08/25）桑原みゆき
- フラッシュバック3（1987/11/05）中川えり子
- フラッシュバック4（1987/12/25）松川ともみ
- フラッシュバック5（1988/04/25）立原友香
- フラッシュバック6（1988/06/05）鴇ルリ子
- フラッシュバック7（1988/07/25）朝吹麻耶
- フラッシュバック8（1988/10/05）美穂由紀
- フラッシュバック9（1988/12/05）豊丸・藤沢まりの・前原祐子
- フラッシュバック10（1989/01/24）杉森久美子・日向まこ
- フラッシュバック11（1989/03/21）樹ますみ・岬まどか
- フラッシュバック12（1989/04/21）後藤えり子
- フラッシュバック13（1989/06/01）松本まりな
- フラッシュバック14（1989/06/21）鮎川真理
- フラッシュバック15（1989/07/21）結城ゆかり
- フラッシュバック16（1989/08/21）本庄美樹
- フラッシュバック17（1989/09/21）木田彩水
- フラッシュバック18（1989/10/21）森村あすか
- フラッシュバック19（1989/11/21）坂口蘭子・中原絵美
- フラッシュバック20（1989/12/21）高城祐里
- フラッシュバック21（1990/01/21）小沢奈美
- フラッシュバック22（1990/03/01）庄司みゆき
- フラッシュバック23（1990/03/21）佐倉麻子
- フラッシュバック24（1990/04/21）滝沢薔
- フラッシュバック25（1990/06/21）舞アキラ
- フラッシュバック26（1990/08/24）前川えり
- フラッシュバック27（1990/09/21）紺野かすみ
- フラッシュバック28（1990/10/19）光友冴子
- フラッシュバック29（1990/11/23）大友梨奈
- フラッシュバック30（1990/12/21）沢木まりえ